# محمد نبی پاکطین
محمد نبی پاکتین (زاده ۱۹۵۳ میلادی – وفات ۲۸ اگست ۲۰۲۴ میلادی) نطاق گزارش گر و گوینده رادیو تلویزون ملی افغانستان بود. تحصیلات خود را در دانشگاه کابل در رشته حقوق و علوم سیاسی به پایان رسانیده و پس از آن در دانشگاه دولتی مسکو «ام گی او» مفتخر به اخذ دوکتورا گردید.
آقای پاکطین، از سال ۱۹۷۶ الی ۱۹۸۱ در رادیو مسکو به صفت متخصص زبانهای پشتو و فارسی دری و هم به عنوان گوینده پشتو و دری ایفای وظیفه کرده است. اوهمچنان در موسسات ترجمه کتب به‌حیث مصحح کتابها و در مؤسسه اکسپورت فلم کار گویندگی فلمها را انجام داده است.
او همچنان در رادیو تلویزیون افغانستان به حیث رئیس عمومی آژانس اطلاعاتی باختر، رئیس عمومی نشرات وزارت اطلاعات و فرهنگ، اتشه فرهنگی افغانستان در دهلی جدید وظیفه اجرا نموده است. خانم او فریده پاکطین نیز برای سالها به صفت گوینده رادیو تلویزون ملی افغانستان اجرای وظیفه نموده است.

## وفات
نبی پاکتین به عمر ۷۱ سالگی به نسبت تکالیف قلبی در کشور هندوستان وفات یافت. خانم او فریده پاکتین قبلاً وفات یافته است.